# Bisdom Gumla
Het bisdom Gumla (Latijn: Dioecesis Gumlaensis) is een rooms-katholiek bisdom met als zetel Gumla, in India. Het bisdom is suffragaan aan het aartsbisdom Ranchi. 

## Geschiedenis
Het bisdom werd opgericht op 28 mei 1993, uit delen van het aartsbisdom Ranchi.

## Parochies
Het bisdom had in 2021 een oppervlakte van 5.237  km2 en telde 1.273.351 inwoners waarvan 14,9% rooms-katholiek was.

## Bisschoppen
- Michael Minj (28 mei 1993 - 15 november 2004)
- Paul Alois Lakra (28 januari 2006 - 15 juni 2021)
- Linus Pingal Ekka (30 november 2023 - heden; administrator sinds 2021)

## Galerij van afbeeldingen

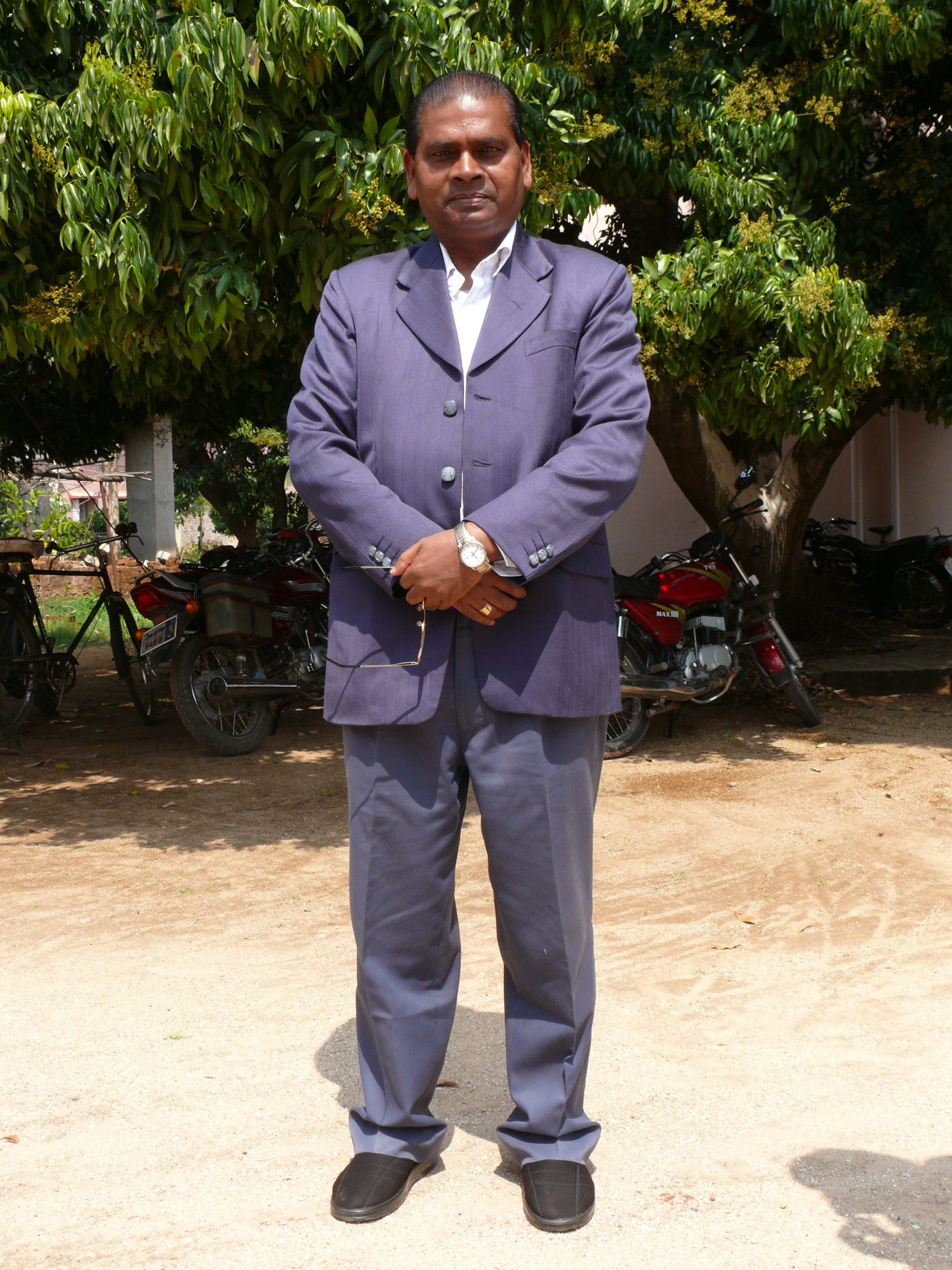
Bisschop Paul Alois Lakra (2006-2021)

Ranchi (aartsbisdom) · Daltonganj · Dumka · Gumla · Hazaribag · Jamshedpur · Khunti · Port Blair · Simdega